# Karina Ambartsumova
Karina Ambartsumova (en idioma ruso: Карина Львовна Амбарцумова) (Kazán, RSFS de Rusia; 17 de agosto de 1989) es una ajedrecista rusa que ostenta los títulos de Maestra Internacional (MI) y Gran Maestra Femenina (GMF) por la FIDE.

## Carrera
Ambartsumova comenzó a jugar al ajedrez cuando tenía cuatro años y participó con éxito en torneos juveniles de ajedrez. En 2002, en Peñíscola (España), ganó la medalla de bronce en el Campeonato Europeo Juvenil de Ajedrez en la categoría Sub-14. En Budva (entonces Serbia y Montenegro), en 2003, compartió los puestos 3.º-5.º en el Campeonato Europeo Juvenil de Ajedrez en la categoría Sub-16. En 2005, en Sochi (Rusia), compartió el segundo y quinto puesto en el Campeonato Juvenil de Ajedrez de Rusia en la categoría Sub-18. En 2010, en Moscú, ganó el campeonato de ajedrez estudiantil de Rusia. En 2011, en Shenzhen (China), jugó para el equipo ruso en el torneo de ajedrez de la XXVI Universiada de Verano.
En 2008 ganó el Campeonato de Ajedrez Rápido Femenino de Moscú. En 2012, ganó el Campeonato de Ajedrez Blitz Femenino de Moscú. En 2014 quedó tercera en el Campeonato de Ajedrez Femenino de Moscú. En 2014, en Dinamarca, ganó el torneo internacional femenino Lady Chess. Ganó dos medallas de plata para el equipo SK Schwäbisch Hall en la Bundesliga alemana de ajedrez. En 2015, en San Petersburgo, se alzó con el campeonato femenino ruso de ajedrez rápido. En 2017, en Sochi, ganó la medalla de bronce en el campeonato femenino ruso de ajedrez rápido. En 2016 participó en la Copa de Europa de Clubes de Ajedrez Femenino.
En 2011, se graduó por la Universidad Estatal Social de Rusia en la especialidad de pedagogía social. Trabaja como entrenadora de ajedrez e imparte clases a distancia a niños y adultos de distintos niveles a través de Skype.